# Sorte moral
A sorte moral descreve as circunstâncias nas quais um agente moral recebe uma culpa ou elogio moral por uma ação e suas consequências, mesmo que obviamente o agente não tivesse controle total sobre a ação e suas consequências. Esse termo, introduzido por Bernard Williams, foi desenvolvido, juntamente com seu significado para uma teoria moral coerente, por Williams e Thomas Nagel em seus respectivos ensaios sobre o assunto.

## Responsabilidade e Voluntarismo
Em termos gerais, os seres humanos têm tendencia a relacionar, pelo menos intuitivamente, responsabilidade e ação voluntária. Assim, a maior parte da culpa da pessoa é atribuída às pessoas pelas suas ações e consequências que elas acarretam quando temos boas razões para acreditar que ambas:
- A ação foi realizada voluntariamente, sem coerção externa
- O agente compreendeu toda a gama das consequências das suas decisões e ações, conforme poderia ter sido razoavelmente previsto no momento, ou antes, do momento em que a ação foi executada

Entre parenteses, os critérios acima não se correlacionam exatamente com o elogio moral — embora possa ser verdade que se possa, e deva, atribuir um pouco de dose de elogio moral para aqueles que realizaram uma boa ação que implicam com boas consequências, completamente por conta própria e não coagida, é discutível que a mesma distinção se aplique a ações involuntárias que resultaram bem ou que produziram bons resultados.
Esta relação entre responsabilidades e ação voluntaria é aceitável para a maioria das pessoas, em um nível intuitivo; na verdade, esta correlação encontra na legislação americana e europeia: por esta razão, por exemplo, o homicídio culposo ou o homicídio em legítima defesa acarreta um tipo significativamente diferente de punição legal (isto é, culpa moral formalizada) do que o homicídio premeditado.

## O Problema Da Sorte Moral
Dada a noção de equiparar a responsabilidade moral à ação voluntaria, contudo, a sorte moral leva a soluções contra-intuitivas. Isto é ilustrado durante um acidente de trânsito. O motorista A, em um momento de desatenção, ultrapassa o sinal vermelho quando uma criança atravessava a rua. O motorista A tenta evitar bater na criança, mas não consegue e a criança perece. O motorista B também ultrapassou um sinal vermelho, mas ninguém estava passando, então, recebe apenas uma multa.
Se for solicitado a um espectador que avalie moralmente os Condutores A e B, ele poderá atribuir ao Condutor A mais culpa moral do que ao Condutor B porque o curso de ação do Condutor A resultou em morte. Contudo, não há diferenças nas ações controláveis executadas pelos Drivers A e B. A única disparidade é um evento externo incontrolável. Se for dado que a responsabilidade moral só deve ser relevante quando o agente voluntariamente executou ou deixou de realizar alguma ação, os Condutores A e B devem ser responsabilizados igualmente. Isso pode ser intuitivamente problemático, pois uma situação resultou em morte. 

## Quatro tipos de sorte moral

### Sorte moral resultante (consequente)
A sorte moral resultante diz respeito às consequências de ações e situações. No exemplo acima, ambos os condutores foram afetados pela sorte moral resultante, enquanto um determinado conjunto de circunstâncias se revelou de duas maneiras diferentes: numa situação, um peão apareceu na estrada; no outro, o pedestre não.

### Sorte moral circunstancial
A sorte moral circunstancial diz respeito ao ambiente do agente moral. O exemplo mais conhecido é fornecido no ensaio de Nagel. Consideremos os seguidores e apoiadores nazistas na Alemanha de Hitler. Eles foram e são dignos de culpa moral, quer por cometerem atos moralmente repreensíveis, quer por permitirem que ocorressem sem esforçar para se oporem a eles. Mas, se em 1929, essas pessoas fossem transferidas para algum outro país, longe das futuras hostilidades por parte dos seus empregadores, é bem possível que tivessem levado vidas muito diferentes, e não poderíamos atribuir-lhes a mesma quantidade de culpa moral. . Depende, então, da sorte das circunstâncias em que se encontram.

### Sorte moral constitutiva
A sorte moral constitutiva diz respeito ao caráter pessoal de um agente moral. Pode haver poucos argumentos de que a educação, a criação, os genes e outras influências que, na sua maioria, incontroláveis moldam a personalidade até certo ponto. Além disso, a personalidade de uma pessoa dita as suas ações até certo ponto. A culpa moral é atribuída a um indivíduo por ser extremamente egoísta, embora esse egoísmo seja quase certamente devido, em parte, aos efeitos ambientais externos.

### Sorte moral causal
A sorte moral causal, que equivale, em sua maioria, ao problema do livre arbítrio, é a menos detalhada das variedades descritas por Thomas Nagel. A definição geral é as ações serem determinadas por eventos externos e são, portanto, consequências de eventos sobre os quais a pessoa que realiza a ação não tem controle. Dado que as pessoas são restringidas na sua escolha de ações pelos acontecimentos que as precedem, elas não devem ser responsabilizadas por tais ações.
Thomas Nagel foi criticado por Dana Nelkin por incluir a sorte moral causal como uma categoria separada, uma vez que parece na maioria redundante. Não cobre nenhum caso que ainda não estejam incluídos na sorte constitutiva e circunstancial, e parece existir apenas com o propósito de revisitar o problema do livre arbítrio.

## Alternativas
Alguns filósofos, como Susan Wolf, tentaram criar “médiuns felizes” que estabelecessem um equilíbrio entre rejeitar completamente a sorte moral e aceitá-la por atacado. Wolf introduziu as noções de posições racionalistas e irracionalistas como parte dessa reconciliação.
A posição racionalista, expressa de forma simples, é que culpas iguais merecem culpas iguais. Por exemplo, dados dois motoristas, que não verificaram os freios antes de conduzir, um deles atropela um pedestre como consequência, enquanto o outro não o faz. O racionalista diria que, uma vez que ambos os condutores foram igualmente culpados por não verificarem os freios, não deveria fazer diferença que um deles tivesse sorte em não atropelar um pedestre enquanto o outro tivesse azar — a culpa moral é independente das consequências. Como a culpa aqui é igual, os agentes deveriam receber culpa igual.
A posição consequencialista argumenta que culpas iguais não necessitam de merecer culpas iguais, uma vez que a culpa deve depender das consequências. Por esta lógica, o condutor sortudo certamente não merece tanta culpa quanto o condutor azarado, apesar de as suas falhas serem idênticas.
Wolf combina essas duas abordagens na tentativa de reconciliar as tensões associadas à sorte moral, introduzindo o conceito de agente virtuoso. Um agente virtuoso deve aceitar que tem uma ligação especial com as consequências das suas ações, incluindo casos de culpa igual (como os condutores sortudos/azarados acima), e mesmo em casos sem culpa. Este argumento mantém essencialmente a afirmação racionalista de que culpas iguais são igualmente merecedoras de culpa, ao mesmo tempo que mantém a afirmação consequencialista de que resultados diferentes deveriam resultar em agentes morais sentindo e agindo de forma diferente.

É importante sublinhar a distinção entre culpa ou elogio moral interno e externo. Wolf acredita que os outros deveriam culpar igualmente os motoristas sortudos e azarados, apesar de sua intuição de que os dois não deveriam se sentir igualmente mal (ou seja, o motorista azarado que atropelou um pedestre deveria se sentir pior). No entanto, os próprios condutores azarados deveriam aceitar voluntariamente a noção da ligação especial entre as suas ações e as consequências infelizes, e atribuir-lhes mais culpa do que o condutor sortudo deveria.

## Leituras relacionadas
- Fischer, John Martin (2012). Deep Control: Essays on Free Will and Value. Oxford University Press (em inglês). Oxford: [s.n.] ISBN 9780199742981  Fischer, John Martin (2012). Deep Control: Essays on Free Will and Value. Oxford University Press (em inglês). Oxford: [s.n.] ISBN 9780199742981  Fischer, John Martin (2012). Deep Control: Essays on Free Will and Value. Oxford University Press (em inglês). Oxford: [s.n.] ISBN 9780199742981
- Nagel, Thomas (1979). «Moral Luck». Mortal Questions. Cambridge University Press (em inglês). Cambridge: [s.n.] ISBN 9780521406765. OCLC 4135927  Nagel, Thomas (1979). «Moral Luck». Mortal Questions. Cambridge University Press (em inglês). Cambridge: [s.n.] ISBN 9780521406765. OCLC 4135927  Nagel, Thomas (1979). «Moral Luck». Mortal Questions. Cambridge University Press (em inglês). Cambridge: [s.n.] ISBN 9780521406765. OCLC 4135927
- Williams, Bernard (1981). «Moral Luck». Moral Luck: Philosophical Papers 1973-1980. Cambridge University Press (em inglês). Cambridge: [s.n.] pp. 20–39. ISBN 9780521286916. OCLC 7597880  Williams, Bernard (1981). «Moral Luck». Moral Luck: Philosophical Papers 1973-1980. Cambridge University Press (em inglês). Cambridge: [s.n.] pp. 20–39. ISBN 9780521286916. OCLC 7597880  Williams, Bernard (1981). «Moral Luck». Moral Luck: Philosophical Papers 1973-1980. Cambridge University Press (em inglês). Cambridge: [s.n.] pp. 20–39. ISBN 9780521286916. OCLC 7597880

### Enciclopédias
- Nelkin, Dana K. (dezembro de 2013). Moral Luck. Metaphysics Research Lab, Stanford University. [S.l.: s.n.]
- «Moral Luck». The Internet Encyclopedia of Philosophy. ISSN 2161-0002